# Рабой, Исаак Иосифович
А́йзик Рабо́й (идиш אײַזיק ראַבאָי‎‎; 15 ноября 1882, Завалье, Каменец-Подольский уезд, Подольская губерния — 8 января 1944, Лос-Анджелес) — еврейский писатель. Писал на идише.

## Биография
Айзик Рабой родился в хасидской семье в завальском лесничестве неподалёку от села Завалье, расположенного на реке Збруч в Подолии, где его отец был лесничим. Вскоре после рождения ребёнка вся семья (отец Йосл-Хаим, мать Хая-Рейзл и сыновья) перебралась в местечко Липканы Хотинского уезда соседней Бессарабской губернии (теперь в Бричанском районе Молдавии), и через несколько лет (когда будущему писателю было 3 года) — в Рышканы соседнего Белецкого уезда (теперь райцентр Рышканского района Молдавии), где отец арендовал почтовое отделение. Здесь Рабой учился в хедере, самостоятельно выучил русский язык и увлёкся литературой. В Рышканах Рабой вместе с группой друзей под влиянием идей просветительства создал двухклассную еврейскую школу и библиотеку. Некоторое время жил в соседнем городке Единцы того же Хотинского уезда, а в 1904 году переехал в США.
Первоначально поселился в штате Нью-Джерси и уже в 1906 году под псевдонимом «Рубин» дебютировал рассказами на идише в нью-йоркской прессе, в газете «Ди Варhайт» (Действительность) и журнале «Дэр Арбэтэр» (Рабочий). Работал шляпником, в 1908 году окончил агрономическую школу барона Гирша в городке Вудбейн. В эти годы Рабой присоединился к литературной группе «Ди Юнге» (Молодые), в которую входили начинающие поэты Мани-Лейб, Г. Лейвик, Мойше-Лейб Гальперн  и прозаики Мойше Надир, Йосэф Опатошу, Довид Игнатофф, Моррис Йойнэ Хаимович и другие, — в скором будущем цвет еврейской литературы в Америке. Участвовал в издании двух сборников группы «Ди Югнт» (Молодость), вышедших в 1907 и 1908 годах. Объединение открыто противопоставляло себя господствующей тогда пролетарской еврейской литературе Америки, провозглашало намеренно аполитичную литературу с основным упором на эстетическую сторону творческого процесса.
По окончании агрономической школы, Рабой занимался фермерством в Северной Дакоте, потом выращиванием табака в Коннектикуте, к 1913 году вернулся в Нью-Йорк. В следующем году выходит его роман «hэр Голденбарг» (Господин Гольденбарг), о жизни бессарабских иммигрантов перебравшихся из Нью-Джерси в Глэдстоун, штат Северная Дакота и ставших ковбоями и фермерами, очевидно базирующийся на собственных недавних впечатлениях автора. Роман моментально принёс Рабому широкую известность и впервые внёс в американскую еврейскую литературу тему земледельчества и фермерства. На его основе Рабой написал пьесу «Штэхик Дрот» (Колючая проволока), поставленную многими труппами США и Европы. Дальнейшие произведения писателя также носили автобиографический характер, например романы «Най-Эйнгланд: Дэр Пас Фун Ям» (Новая Англия: морская коса, 1918), «Ин Дэр Вайтэр Вэст» (На далёком Западе, 1918), «Простэ Мэнчн» (Простые люди, 1927), «Эйгенэ Эрд» (Собственная земля, 1928), «Эргец-Ву Ин Дакотэ» (Где-то в Дакоте, 1928), «Найн Бридэр» (Девать братьев, 1935), «Дэр Идишер Каубой» (Еврейский ковбой, 1942), «Из Гекумэн А Ид Кин Амэрике» (Приехал еврей в Америку, 1944), повесть «Бесарабэр Идн» (Бессарабские евреи, 1922-23). Многие произведения перерабатывались автором на протяжении ряда лет и выходили под разными названиями в виде повестей, романов, пьес.
С 1920-х годов Рабой сотрудничал с нью-йоркской коммунистической прессой, газетами «Фрайhайт» (впоследствии «Моргн Фрайhайт», (Утренняя) свобода), журналом «hамэр» (Молот) и другими изданиями. Был секретарём литературной организации «Пролетпен» и соредактором её официального органа журнала «Сигнал». Автор нескольких книг рассказов, пьес «Идише Минhогим» (Еврейские обычаи, 1926), «Митн Понэм Цум Шоп» (Лицом к мастерской/sweat-shop, 1933), детских произведений, двух томов опубликованных посмертно воспоминаний «Майн Лэбм» (Моя жизнь, 1945 и 1947). Романы переводились на английский язык. В 1964 году первый роман Рабого «hэр Голденбарг» (Господин Гольденбарг) и повесть «Пионерн Ин Амэрике» (Пионеры в Америке) составили 19 том монументального стотомного издания «Мустэрвэрк Фун Дэр Идишер Литэратур» (Классические образцы еврейской литературы), издаваемого Шмуэлем Рожанским (1902-1995) при филиале ИВО (Идише Висншафтлэхэ Организацие — Еврейский научный институт) в Буэнос-Айресе между 1957 и 1984 годами.

### На еврейском языке
- הער גאָלדענבאַרג (hэр Голденбарг — господин Гольденбарг, роман), Литэраришер Фарлаг: Нью-Йорк, 1914 и 1916. Переиздано в серии «Мустэрвэрк Фун Дэр Идишер Литэратур» (Классические образцы еврейской литературы), т. 19, ИВО: Буэнос-Айрес, 1964.
- אין דער װײַטער װעסט (ин дэр вайтэр вэст — на далёком Западе, роман), Фарлаг Америка: Нью-Йорк, 1918. Перевод на иврит: «баАрава», издательство Давир: Тель-Авив, 1952.
- נײַ-ענגלאַנד: דער פּאַס פֿון ים (Най-Эйнгланд: дэр пас фун ям — Новая Англия: коса моря, роман), Фарлаг Америка: Нью-Йорк, 1918.
- איך דערצײל: שטאָט נאָװעלן (их дэрцейл: штот новэлн - я повествую: городские новеллы), Фарлаг Америка: Нью-Йорк, 1920.
- אײגענע ערד (эйгэнэ эрд — своя земля, роман), Фарлаг Борис Клецкин: Вильна, 1928.
- נײַן ברידער (найн бридэр — девать братьев, роман), Фарлаг Интэрнационалэр Арбэтэр Ордн: Нью-Йорк, 1935 (см. перевод на английский язык ниже).
- דער ייִדישער קאַובױ (дэр идишер каубой — еврейский ковбой, роман), Нью-Йорк, 1942 (см. перевод на английский язык ниже).
- איז געקומען אַ ייִד קײן אַמעריקע (из гекумэн а ид ин Амэрике — прибыл еврей в Америку, роман), Фолкс-Фарлаг Алвэлтлэхэр Идишер Култур-Фарбанд (ИКУФ): Нью-Йорк, 1944.
- מײַן לעבן (майн лэбм — моя жизнь, в 2 тт.), ИКУФ (Идишер Култур-Фарбанд): Нью-Йорк, 1945 и 1947.
- דאָרף פֿון קינדער (дорф фун киндер — деревня детей), Нью-Йорк, 1953.
- פּיִאָנערן אין אַמעריקע (пионерн ин Амэрике — первопроходцы в Америке), первое издание 1926; второе издание ИВО: Буэнос-Айрес, 1969.
- די ייִדישע ליטעראַטור אין אַמעריקע: אַנטאָלאָגיִע (ди идише литэратур ин Амэрике — еврейская литература в Америке, том 2), Yiddish Literature in America 1870-2000, vol. 2, Congress For Jewish Culture: Нью-Йорк, 1999.

### На английском языке
- Nine Brothers: a novel (девять братьев), YKUF: New York, 1968.
- Jewish Cowboy: a novel (ковбой-еврей), Tradition Books: Westfield, New Jersey, 1989.